# Comté de Jasper (Mississippi)
Pour les articles homonymes, voir Comté de Jasper.
Le comté de Jasper est situé dans l’État du Mississippi, aux États-Unis. Il comptait 18 149 habitants en 2000. Les sièges sont Bay Springs et Paulding.